# Wolf Guenter Thiel
Wolf Guenter Thiel (* 1966 in Remscheid) ist ein deutscher Kulturwissenschaftler. Seit 2015 betreibt er das Ausstellungs- und Seminarhaus Old School – Institute for Contemporary Art in Havelberg, Sachsen-Anhalt.

## Leben und Wirken
Wolf Guenter Thiel wurde 1966 in Remscheid geboren. Nach einer Banklehre absolvierte er 1991 eine mehrmonatige Zusatzausbildung in der New Yorker Galerie Leo Castelli. Im selben Jahr nahm er das Studium der Kunstgeschichte, der Politischen Wissenschaften und des Städtebaus an der Friedrich-Wilhelms-Universität in Bonn auf, das er 1994 erfolgreich abschloss. 2004 folgte ein Studium der Kunsttheorie und Kulturwissenschaften an der Staatlichen Hochschule für Gestaltung Karlsruhe, wo er von 2004 bis 2007 bei Beat Wyss an einer Dissertationsschrift zum Thema „Formen der Abstraktion“ arbeitete.
Im Anschluss an sein Studium begann Thiel eine Tätigkeit im Verlagshaus Titania 9 in Florenz, Italien, und für ICECOCU in Seoul, Südkorea, bevor er sich in Berlin niederließ. Als freier Publizist war er u. a. von 1993 bis 2004 Korrespondent des Magazins Flash Art International und gab Sonderausgaben des Magazins, so zum Beispiel über Hongkong und Berlin, heraus. Er war zudem Gastherausgeber des Magazins Art+ Collection, Taipeh, zusammen mit Leng Lin, und des Journal of Contemporary Art, New York, zusammen mit Phillip Pocock. Neben den Veröffentlichungen zu Kunst und Kultur beriet er jahrelang Unternehmen im Bereich Corporate Culture. Er kuratierte zahlreiche Einzel- und Gruppenausstellungen bildender Kunst im In- und Ausland, darunter Begleitausstellungen zu den Kunst-Biennalen in Shanghai 2006 und Venedig 2008. Zudem gehörte er zum kuratorischen Team der Biennalen in Tirana, Albanien, Poznań, Polen und Mérida, Venezuela. Von 2006 bis 2008 war er als Direktor für internationale Beziehungen am Beijing Royal Art Museum in Peking beschäftigt. 2008 gründete er gemeinsam mit Thomas Redl das Magazin fair – Zeitschrift für Kunst und Ästhetik (seit 2017: fair – Magazin für Kunst & Architektur) in Wien und Berlin. Von 2010 bis 2020 hielt Thiel Lehrveranstaltungen an der Hochschule für Bildende Künste Dresden und im Fachbereich Architektur, Facility Management und Geoinformation der Hochschule Anhalt, Dessau.
2014 erwarb er eine leerstehende ehemalige Schule auf der Stadtinsel Havelberg, die er gemeinsam mit der Künstlerin und Grafikdesignerin Anke Leonhardt sanierte. Seit 2015 betreiben sie in dem Gebäude das Kulturzentrum Old School ICA. Ein Schwerpunkt von Thiels Tätigkeit liegt seither auf der Kunst- und Kulturvermittlung im ländlichen Raum durch Sozialarbeit im Bereich der Jugend- und Erwachsenenbildung. Auf diesem Gebiet kooperiert er u. a. mit der BVH Gesellschaft für angewandte Bildung und Sozialforschung mbH in Salzwedel, der Landesvereinigung kulturelle Kinder- und Jugendbildung LKJ Sachsen-Anhalt e. V., der Burg Giebichenstein Kunsthochschule Halle und der Hochschule Magdeburg-Stendal. Seit 2022 ist Thiel Co-Organisator der in Havelberg stattfindenden Konferenzreihe Utopienale, bei der internationale Künstler, Wissenschaftler und Aktivisten aus unterschiedlichen Bereichen ihre Sicht auf das Thema Zukunft vorstellen.

## Kuratierte Ausstellungen (Auswahl)
- 2011/12: Caldia Cube, Wanderausstellung mit Stationen in Mailand, Berlin, London, Paris und Moskau
- 2009: Yang Maoyuan: Look Inside, Palazzo Medici Riccardi, Florenz
- 2009: Heinrich Nicolaus: Theater of More, WhiteBox, New York (mit Juan Puntes)
- 2007: Modelle – Allegorien des Realen, Kunsthalle Göppingen (mit Katharina Neuburger und Jörg Scheller)
- 2006: Yang Maoyuan: Look Inside, Dong Da Ming Gallery, Shanghai, China
- 2005: Kristian von Hornsleth: Breaking All Taboos, Dong Da Ming Gallery, Shanghai, China
- 2004: 4 und 4: Curators Choice New York/Berlin, Internationales Design Zentrum Berlin
- 2004: Christopher Doyle: Close to Chris, in Zusammenarbeit mit der Berlinale
- 2003: Bär + Knell: Farben des Konsums, Osram-Turm, Berlin
- 2003: U3 Corporate Culture, U3 Bahnhof/Potsdamer Platz, Berlin
- 2002: Susanne Schuricht – Between the Eye, play – gallery for still and motion pictures, Berlin
- 2001: Weightlessness – New Trend In Chinese Contemporary Art, Galerie Volker Diehl, Berlin (mit Leng Lin)
- 1997–98: Ausstellung von Kunstwerken aus der Gemäldegalerie der Staatlichen Museen zu Berlin im Rahmen des Intel-Programms „State of the Art“

## Publikationen
- seit 2008: Herausgeber von fair – Magazin für Kunst & Architektur, Wien und Berlin, zusammen mit Thomas Redl
- 1994: Gastherausgeber der Ausgabe des Journal of Contemporary Art, New York, über Köln
- 1993–2004: Korrespondent des Magazins Flash Art International und Gastherausgeber von Sonderausgaben u. a. über Hongkong und Berlin

### Beiträge in folgenden Publikationen (Auswahl)
- Martijn Schuppers: WHERE ARE WE NOW. Old School ICA Art & Books, Havelberg 2022.
- Mieste Hotopp-Riecke: Auf dem Lande alles dicht? Ein interdisziplinäres Lesebuch über die kreative Füllung von Leerstand. Hirnkost, Berlin 2020, ISBN 978-3-948675-58-5.
- Burg Giebichenstein Kunsthochschule Halle (Hrsg.): Figure. Burg Giebichenstein Kunsthochschule Halle, Halle 2020, ISBN 978-3-86019-157-6.
- Kristian von Hornsleth: Supercrash Hornsleth. Ausst.-Kat. Randers Kunstmuseum, Futilistic Society Publishing, Hellerup 2018, ISBN 978-87-986623-4-1.
- Thomas Redl: Installationen_Malereien_Papierarbeiten. Fotografien_Filme_Publikationen. Verlag für Moderne Kunst, Wien 2017, ISBN 978-3-903131-46-0.
- Hofstetter Kurt. Am Ereignishorizont der Ordnung / On the Event Horizon of Order. II=O Zwei Kongruent Null – Verein zur Förderung von Projekten aus Kunst und Wissenschaft, Wien 2016.
- Kristian von Hornsleth: Deep Storage Project: 12 55' 25" N / 166 11' 59" E. DNA Encapsulation Sculpture in the Marianas Trench. Ehrhorn Hummerston Publishing, Kopenhagen 2014.
- Zwei Kongruent Null (Hrsg.): Barbara Doser: Video-Feedback – Poesie der Lichtmuster. ST/A/R Printmedium, Wien 2010, ISBN 978-3-200-01764-1.
- China – Facing Reality. Ausst.-Kat. Museum Moderner Kunst Stiftung Ludwig Wien, Verlag für moderne Kunst, Nürnberg 2007, ISBN 978-3-939738-87-9.
- Michele Chiossi: Let There Be Light. Ausst.-Kat. zonca & zonca, Mailand 2007.
- Carlo Fei: Aqua in Canna Serie 1988–2007. Edizione Gli Ori, Prato 2007, ISBN 978-88-7336-272-2.
- Nuno Cera: Fantasmas / Phantasms. Ausst.-Kat. Centro Cultural de Belem, Lissabon 2006, ISBN 978-972-8944-08-7.
- Shu Kewen (Hrsg.): Yang Maoyuan: Look Inside. Timezone 8, Peking 2006, ISBN 988-99265-0-4.
- Kristian von Hornsleth: Fuck You Art Lovers Forever. Futilistic Society, Kopenhagen 2005. ISBN 978-879866-232-7.
- Uli Martin (Hrsg.): U3 Corporate Culture: Kunst, Kunststoff, Kunststoffrecycling. Arnold, Stuttgart 2003, ISBN 3-89790-196-X.
- Friedhelm Mennekes (Hrsg.): James Lee Byars. The White Mass. Walther König, Köln 2004, ISBN 978-3-88375-618-9.
- Sonja Gangl: Dive Into the Flavor: Rebeka International. Triton Verlag, Wien 2002, ISBN 3-85486-143-5.
- Francis Boeske (Hrsg.): Martijn Schuppers. Early Monograph. Cato Publishers, Amsterdam 2002, ISBN 90-806912-1-6.
- The Mystery of Painting. Ausst.-Kat. Sammlung Goetz, Kunstverlag Ingvild Goetz, Hamburg 2001, ISBN 3-9805267-9-8.

## Vorträge, Workshops und Konferenzen (Auswahl)
- 2023: „Utopienale II“, Konferenz zum Thema Zukunft, Havelberg
- 2022: „Utopienale I“, Konferenz zum Thema Zukunft, Havelberg
- 2022: „A star is born – Avantgarde im ländlichen Raum“, Workshop im Rahmen des Fachkongresses „KulturLeben im ländlichen Raum“, Bad Segeberg
- 2015: „Autonomie als Leuchtturm“, Vortrag an der Technischen Universität Dresden im Rahmen des Projekts F-A-S-T
- 2008: „‚Clanté‘ – Chinesische Einflüsse auf die Kultur der Toskana am Beispiel von Bambus, Opium, Seide und Safran“, Vortrag am Institut für Auslandsbeziehungen, Stuttgart